# アシュ・ラ・テンペル
アシュ・ラ・テンペル（Ash Ra Tempel）は、マニュエル・ゲッチングを中心に、1970年西ベルリンで結成されたロック・バンド。
クラウトロックの代表的なバンドであり、アジテーション・フリー、アモン・デュール、タンジェリン・ドリームなどと同様、当時のサイケデリック・カルチャーの影響を大きく受けていた。英米ではピンク・フロイドなどとともにスペース・ロックに分類されることが多い。
初期の作風は瞑想的な　即興ロックだったが、後期にはテクノの原型ともいえる作風となった。1988年にイギリスでアンビエント・ハウスが流行し、さかんにサンプリングされたことにより再評価された。

## 来歴
1971年6月に、1stアルバム『ファースト』をリリース。オリジナル・メンバーは、マニュエル・ゲッチング（ギター）、ハルトムート・エンケ（ベース）、クラウス・シュルツェ（ドラムス）の3人。ほどなくシュルツェがシンセサイザー音楽追求のために脱退し、アルバム『セカンド (振動)』以降はゲッチングが一貫して音楽的主導権を握る。
1973年の3rdアルバム『セヴン・アップ』は、LSDのグルとして知られるティモシー・リアリーが参加したアルバムである。録音の際には仲間のミュージシャンがスタジオに7、8人もつめかけ、LSD入りのセブンアップを飲みながらセッションを行ったという。
同年発表の4thアルバム『ジョイン・イン』のあと、ドラッグによる後遺症でエンケが脱退する。結成当初のメンバーに去られたマニュエルは、4thアルバムにも参加していたモデルのロージ・ミュラー（マニュエルの私的なパートナーでもあった）をフィーチャーして、ポップな5th『スターリング・ロージ』を制作発表。
1975年のソロ名義ながら6thアルバムにあたる『インヴェンションズ・フォー・エレクトリック・ギター』では作風を一変させ、ギターのオーバー・ダビングとディレイによるミニマル・ミュージックを試みている。
1976年、バンド名をアシュラに変更。ヴァージン・レコードと契約し、7thアルバム『ニュー・エイジ・オブ・アース』以下の4作品をリリース。いずれもシンセサイザーやシーケンサーとギターフレーズの積極的な同期を試みた、アンビエント、テクノ、あるいはニューエイジ・ミュージック的な作品である。
1997年に初来日、ライブ・アルバム（『@shra』『@shra Vol.2』）を発表。また、1995年にクラウス・シュルツェのアルバム『In Blue』に収められた楽曲「Return of The Tempel」で久々の競演を果たし、2000年には2人でアシュ・ラ・テンペルの名を復活させ、かつてのメンバーだったハルトムート・エンケに捧げるアルバム2枚をリリースした。アシュラとしてのリリースは2002年のアウトテイク集以降はないものの、2008年にはマニュエル・ゲッチング & アシュラ名義で来日し、テクノフェスティバル　METAMORPHOSEでライブを披露した。

## メンバー
- マニュエル・ゲッチング – ギター、シンセサイザー、ボーカル (1971年–1976年、2000年–2001年)
- クラウス・シュルツェ  – ドラム、シンセサイザー、ボーカル (1971年、1972年–1973年、2000年–2001年)
- ハルトムート・エンケ (Hartmut Enke) – ベース、ギター、シンセサイザー (1971年–1973年 2005年没)
- ヴォルフガング・ミュラー (Wolfgang Müller) – ドラム、パーカッション (1972年)
- ロージ・ミュラー (Rosi Müller) – ボーカル (1973年–1976年)

## ディスコグラフィ

### スタジオ・アルバム
- 『ファースト』 - Ash Ra Tempel (1971年)
- 『セカンド (振動)』 - Schwingungen (1972年) ※旧邦題『シュヴィングンゲン - 振動(2nd)』
- 『セヴン・アップ』 - Seven Up (1972年) ※ティモシー・リアリー&アシュ・ラ・テンペル名義
- 『ジョイン・イン』 - Join Inn (1973年)
- 『スターリング・ロージ』 - Starring Rosi (1973年)
- 『ル・ベルソー・ドゥ・クリスタル』 - Le Berceau de Cristal (1975年) ※サウンドトラック
- 『ニュー・エイジ・オブ・アース』 - New Age of Earth (1976年) ※再リリースからアシュラ名義・同時にマニュエルのソロ名義でもある
- 『ブラックアウツ』 - Blackouts (1977年) ※アシュラ名義
- 『コーリレイションズ』 - Correlations (1979年) ※アシュラ名義。旧邦題『水平音響への誘導』
- 『ベル・アライアンス』 - Belle Alliance (1980年) ※アシュラ名義
- Walkin' the Desert (1989年) ※アシュラ名義
- Tropical Heat (1991年) ※アシュラ名義
- 『フレンドシップ』 - Friendship (2000年) ※クラウス・シュルツェ参加
- 『メイキング・オブ』 - The Making Of (2002年) ※アシュラ名義。1978年録音

### ライブ・アルバム
- 『ソース・オランデーズ』 - Sauce Hollandaise (1998年) ※アシュラ名義。1997年、オランダでのライブを収録
- 『@shra』 - @shra (1998年) ※アシュラ名義。1997年、日本でのライブを収録。旧邦題『ライヴ・イン・ジャパン’97』
- 『ライヴ・アット・ロイヤル・フェスティヴァル・ホール』 - Gin Rosé: at the Royal Festival Hall (2000年)
- 『@shra VOL.2』 - @shra Vol. 2 (2002年) ※アシュラ名義。1997年、日本でのライブを収録

### コンピレーション・アルバム
- Sunrain (The Virgin Years) (1996年) ※アシュラ名義
- 『ザ・プライヴェート・テープス Vol.1-6』 - The Private Tapes Vol. 1-6 (1996年) ※デモ音源。マニュエル・ゲッチング、アシュ・ラ・テンペル、アシュラ連名
- 『ベスト・オブ・ザ・プライヴェート・テープス』 - The Best of the Private Tapes (1998年) ※上記デモ音源からセレクト
- Schwingungen / Seven Up (1998年)
- Join Inn / Starring Rosi (1998年)

### その他のリリース
- 『インヴェンションズ・フォー・エレクトリック・ギター』 - Inventions for Electric Guitar (1975年) ※マニュエルのソロ名義だがサブタイトルには「Ash Ra Tempel VI」と表記されている
- 『ドリーム&ディザイア』 - Dream & Desire (1991年) ※マニュエルのソロ名義だがフランス盤ではアシュラと連名表記されている